# Potter's Field
Potter's Field è il secondo album in studio del gruppo rock statunitense 12 Stones, pubblicato nel 2004.

## Tracce
1. Shadows – 3:45
2. The Last Song – 3:25
3. Far Away – 3:21
4. Speak Your Mind – 4:02
5. Lifeless – 3:42
6. Bitter – 3:34
7. Photograph – 3:58
8. 3 Leaf Loser – 4:37
9. Stay – 4:30
10. Waiting for Yesterday – 3:51
11. In Closing – 3:59

## Formazione
- Paul McCoy – voce
- Eric Weaver – chitarra
- Kevin Dorr – basso
- Aaron Gainer – batteria, percussioni